# Пам'ятки Сімферополя
У Сімферополі на обліку перебувають об'єкти культурної спадщини: один археологічний комплекс національного значення; 94 пам'ятки архітектури, з яких 3 — національного значення; 114 пам'яток історії.

## Архітектурно-археологічні комплекси
| № п/п | Обліковій номер | Найменування пам'ятника                    | дата                           | адреса / розташування                                     | Рішення про взяття на облік                                                        | фото | координати                                                          |
| ----- | --------------- | ------------------------------------------ | ------------------------------ | --------------------------------------------------------- | ---------------------------------------------------------------------------------- | ---- | ------------------------------------------------------------------- |
| 1     | 010001-Н        | Археологічний комплекс «Неаполь Скіфський» | III ст. до н. е.-III ст. н. е. | Постанова Кабінету Міністрів України від 03.09.2009 № 928 | між вул. Археологічною та вул. Батаєва (північно-східна окраїна Петровської балки) |      | 44°56′34″ пн. ш. 34°07′14″ сх. д. / 44.9428° пн. ш. 34.1206° сх. д. |

## Пам'ятки архітектури
| № п/п                  | Обліковій номер        | Найменування пам'ятника | дата                                                             | адреса / розташування                                                                                            | Рішення про взяття на облік | фото                   |                        |
| Національного значення | Національного значення | Національного значення | Національного значення                                           | Національного значення                                                                                           | Національного значення | Національного значення | Національного значення |
| ---------------------- | ---------------------- | --- | ---------------------------------------------------------------- | --- | --- | ---------------------- | ---------------------- |
| 1                      | 259-Н                  | Комплекс заміського будинку М. С. Воронцова | споруда 1826 р.                                                  | пр. Вернадського, 2; 1) літер «Б»; 2) літер «В», територія парку"Салгирка"                                       | Постанова РМ УРСР від 24.08.1963 № 970, діл. № 259 |                        |                        |
| 2                      | 1205-Н                 | Садиба П. С. Палласа | кінець XVIII ст. — початок XIX ст. (перебудова 1982 р.)          | пр. Вернадського, 2                                                                                              | Постанова РМ УРСР від 06.09.1979 № 442, діл. № 1205 |                        |                        |
| 3                      | 1202-Н                 | Богадільний будинок О.С. Таранова-Бєлозерова | споруда 1822—1826 рр.                                            | вул. К. Маркса, 28/10, літер «А», «Б», «С»                                                                       | Постанова РМ УРСР від 06.09.1979 № 442 |                        |                        |
| Місцевого значення     |                        | |                                                                  | | |                        |                        |
| 1                      | 4706-АР                | Будинок на пам'ять 1905 року | 1932 р.                                                          | бул. Леніна, 1/ вул. Павленко, 7, літер «А», «Б», «В»                                                            | Наказ МКтаТ України від 25.10.2010 № 957/0/16-10 |                        |                        |
| 2                      | -                      | Колишній особняк Ільїна (Б. А. Джітгінеев) | середина XIX ст. 1892 р. — надбудова другого поверху             | бул. Леніна, 11 а                                                                                                | Рішення КО від 15.04.1986 № 164 |                        |                        |
| 3                      | 4631-АР                | Будівля єпархіального жіночого училища | ІІ половина XIX ст.-Початок ХХ ст.                               | бул. Леніна, 5-7, літер «А», корпус № 1                                                                          | Наказ МКтаТ України від 24.09.2008 № 1001/0/16-08 |                        |                        |
| 4                      | 4632-АР                | будівля службового корпусу медичного університету | 1934-1938 рр.                                                    | бул. Леніна, 5-7, літер «Б», корпус № 2                                                                          | Наказ МКтаТ України від 24.09.2008 № 1001/0/16-08 |                        |                        |
| 5                      | 4641-АР                | особняк (будинок Жданова) | кінець XIX ст.                                                   | бул. Франка, 26а, літер «А», «А1», «а3»                                                                          | Наказ МКтаТ України від 24.09.2008 № 1001/0/16-08 |                        |                        |
| 6                      | -                      | Житловий будинок (будинок присяжного повіреного К. К. Ворошілова) | 1905 р.                                                          | бул. Франка, 35                                                                                                  | Постанова РМ Кримської АРСР від 19.12.1991 № 298 |                        |                        |
| 7                      | -                      | Мечеть Хаджі Сеїт-Нафе | кінець XVIII ст. — початок XIX ст.                               | пров. Колодязний, 3                                                                                              | Постанова РМ Криму від 14.12.1992 № 261 |                        |                        |
| 8                      | -                      | Колишня лікарня сирітського притулку А. Я. Фабра | 1905 р.                                                          | пров. Совнаркомівський, 3а, літер «Б», «В»                                                                       | Рішення КО від 05.06.1984 № 284 |                        |                        |
| 9                      | -                      | Залізничний вокзал | 1946-1951 рр.                                                    | пл. Привокзальна, 1, літер «А», «а», «а1», «а5», «л1», «л2», «Л», «н1», "Н "                                     | Рішення КО від 20.02.1990 № 48 |                        |                        |
| 10                     | 4733-АР                | Будівля Будинку рад | 1956-1960 рр.                                                    | пр. Кірова, 13, літер «А»                                                                                        | Наказ МКтаТ України від 30.12.2010 № 1328/0/16-10 |                        |                        |
| 11                     | 4755-АР                | Будинок Попова Ю. в | ІІ половина XIX ст.                                              | пр. Кірова, 29/ вул. Леніна, 1, літер «А», блок «Б»                                                              | Наказ МК України від 20.01.2012 № 45 |                        |                        |
| 12                     | 4756-АР                | Будинок прибутковий Я. С. ПанченКО | кінець XIX ст.                                                   | пр. Кірова, 30/ вул. Горького, 2, літер «А»                                                                      | Наказ МК України від 20.01.2012 № 45 |                        |                        |
| 13                     | 4625-АР                | Комплекс будівель прибуткового будинку та мануфактурного магазину братів Тарасових, початок XX ст.: 1) Будинок прибутковий (охр. № 4625/1-АР); 2) Будинок прибутковий (охр. № 4625/2-АР). |                                                                  | пр. Кірова, 32/ вул. Горького, 1; 1) літер «А», 2) літер «Б»                                                     | Наказ МКтаТ України від 24.09.2008 № 1001/0/16-08 |                        |                        |
| 14                     | 4601-АР                | Будинок прибутковий П. А. Петіна | споруда XIX ст.                                                  | пр. Кірова, 34, літер «А»                                                                                        | Наказ МКтаТ України від 25.10.2010 № 957/0/16-10 |                        |                        |
| 15                     | 4754-АР                | Будівля колишньої міської управи та Тумановської бібліотеки | кінець XIX ст.                                                   | пр. Кірова, 37, літер «А»                                                                                        | Наказ МК України від 20.01.2012 № 45 |                        |                        |
| 16                     | 4735-АР                | Будівля кінотеатру «Сімферополь» | 1936-1956 рр.                                                    | пр. Кірова, 37, літер «А-3», «Б-1», «Б-2», «а-1», «а-2», «а-3», «а-4», «а-5», «а-6», «а-7», «а-8», «а-9», «а-10» | Наказ МК України від 05.07.2011 № 511/0/16-11 |                        |                        |
| 17                     | 4628-АР                | Будинок прибутковий Бухштаб Б. Г. | 1890-1895 рр.                                                    | пр. Кірова, 42, літер «К»                                                                                        | Наказ МКтаТ України від 24.09.2008 № 1001/0/16-08 |                        |                        |
| 18                     | 4627-АР                | Будинок житловий | ІІ половина XIX ст.                                              | пр. Кірова, 42, літер "Л "                                                                                       | Наказ МКтаТ України від 24.09.2008 № 1001/0/16-08 |                        |                        |
| 19                     | 4626-АР                | Будинок житловий (колишній прибутковий будинок Я. І. Танагода) | кінець XIX ст. — початок XX ст.                                  | пр. Кірова, 44, літер «П», "Р "                                                                                  | Наказ МКтаТ України від 24.09.2008 № 1001/0/16-08 |                        |                        |
| 20                     | 4753-АР                | Будинок житловий Ю. Д. Сарібана | кінець XIX ст.                                                   | пр. Кірова, 46/ вул. Ушинського, 2, літер «А»                                                                    | Наказ МК України від 20.01.2012 № 45 |                        |                        |
| 21                     | -                      | Колишня казенна Таврійська палата | 1890-1897 гг.                                                    | пр. Кірова, 52                                                                                                   | Рішення КО від 05.06.1984 № 284 |                        |                        |
| 22                     | 4629-АР                | Будівля Сімферопольського Імператора Миколи II реального училища | 1898 р.                                                          | пр. Кірова, 62/ вул. Дзержинського, 2, літер «А»                                                                 | Наказ МКтаТ України від 24.09.2008 № 1001/0/16-08 |                        |                        |
| 23                     | -                      | Фонтан А.Савопуло | 1881 р.                                                          | пр. Кірова, міський парк культури та відпочинку (з боку Набережної)                                              | Рішення КО від 20.02.1990 № 48 |                        |                        |
| 24                     | 4636-АР                | Будинок житловий Рудзевич М. Е. | 1841 р.                                                          | вул. О. Невського, 11а, літер «А»                                                                                | Наказ МКтаТ України від 24.09.2008 № 1001/0/16-08 |                        |                        |
| 25                     | -                      | Будівля колишнього архіву Таврійської губернії | 1828-1829 рр.                                                    | вул. О. Невського, 13, літер «В» (колишня вул. Р.Люксембург)                                                     | Рішення КО від 05.06.1984 № 284 |                        |                        |
| 26                     | -                      | Лікарняний комплекс: 1) водонапірна башта 2) каплиця (Церква Скорботної Божої Матері) 3) лікувальний корпус                                                                               | 1844 р. (1903 р.-перебудова; початок XX ст.-1909 р.)             | вул. О. Невського, 27; 1) літер «1Р»; 2) літер «1Д»; 3) літер "Ю "                                               | Рішення КО від 05.06.1984 № 284 |                        |                        |
| 27                     | 4704-АР                | Будівля офіцерських зборів 51-го піхотного Литовського полку | 1910-1913 рр.                                                    | вул. О. Невського, 36/вул. Долгоруковская, 35 (вул. К. Лібкнехта), літер «А»                                     | Наказ МКтаТ України від 25.10.2010 № 957/0/16-10 |                        |                        |
| 28                     | 4708-АР                | Відділення Азово-Донського комерційного банку | 1877 р. (перебудова-1905 р.)                                     | вул. О. Невського, 4/вул. Сєрова, 2, літер «А»                                                                   | Наказ МКтаТ України від 25.10.2010 № 957/0/16-10 |                        |                        |
| 29                     | -                      | Колишній житловий будинок доктора Левіна С. М. | початок XX ст.                                                   | вул. О. Невського, 8                                                                                             | Рішення КО від 05.06.1984 № 284 |                        |                        |
| 30                     | 4762-АР                | Будинок житловий | 1910-1914 рр.                                                    | вул. Б. Хмельницького, 30/ вул. Треньова, 6, літер «А»                                                           | Наказ МК України від 20.01.2012 № 45 |                        |                        |
| 31                     | -                      | Житловий будинок (лікаря Вольштейна) | кінець XIX ст.                                                   | вул. Воровського, 24                                                                                             | Рішення КО від 15.04.1986 № 164 |                        |                        |
| 32                     | 4590-АР                | Будівля хірургічної лікарні А. Ф. Каблукова, споруда початку XX ст. |                                                                  | вул. Воровського, 8, літер «А»                                                                                   | Наказ МКтаТ України від 24.09.2008 № 1001/0/16-08 |                        |                        |
| 33                     | 4751-АР                | Особняк Дінцера | початок ХХ ст.                                                   | вул. Гаспринського, 29, літер «А»                                                                                | Наказ МК України від 20.01.2012 № 45 |                        |                        |
| 34                     | -                      | Семінарська церква (Церква в ім'я святих Василія Великого, Григорія Богослова та Івана Златоуста при Таврійської духовної семінарії)                                                      | 1903г. (перебудова 30-і роки XX ст.)                             | вул. Героїв Аджимушкая, 7/ вул. Гоголя, 16                                                                       | Рішення КО від 22.05.1979 № 284 |                        |                        |
| 35                     | 4593-АР                | Будинок Кесслера | кінець XIX ст. — початок XX ст.                                  | вул. Гоголя, 11, літер «В»                                                                                       | Наказ МКтаТ України від 24.09.2008 № 1001/0/16-08 |                        |                        |
| 36                     | 145-АР                 | Будинок братів Левітанів | початок XX ст.                                                   | вул. Гоголя, 11/ вул. Пушкіна, 19, літер «А», «Б»                                                                | Наказ МКтаТ України від 25.10.2010 № 957/0/16-10 |                        |                        |
| 37                     | 4591-АР                | Будівля готелю «Північний» | 1891-1892 рр.                                                    | вул. Гоголя, 4, літер «А», «Б»                                                                                   | Наказ МКтаТ України від 24.09.2008 № 1001/0/16-08 |                        |                        |
| 38                     | 4592-АР                | Будинок прибутковий Н. Н. Шнейдера | кінець XIX ст. — початок XX ст.                                  | вул. Гоголя, 7, літер «А»                                                                                        | Наказ МКтаТ України від 24.09.2008 № 1001/0/16-08 |                        |                        |
| 39                     | -                      | Колишній будинок Білецький | II половина XIX ст.                                              | вул. Горького, 11, літер «А»                                                                                     | Рішення КО від 05.06.1984 № 284 |                        |                        |
| 40                     | 4622-АР                | Будівля жіночої казенної гімназії (військовий госпіталь) | 1899 р., прибудова — 1904 р.                                     | вул. Горького, 18/ вул. Жуковського, 11, літер «А»                                                               | Наказ МКтаТ України від 24.09.2008 № 1001/0/16-08 |                        |                        |
| 41                     | 4620-АР                | Будівля «Товариства Взаємного Кредиту» | 1913 р.                                                          | вул. Горького, 4, літер «А», «Б»                                                                                 | Наказ МКтаТ України від 24.09.2008 № 1001/0/16-08 |                        |                        |
| 42                     | 4621-АР                | Будівля синематографа «Баян», нині — кінотеатр ім. Т. Г. Шевченка | 1915-1916 рр.                                                    | вул. Горького, 5/ вул. Пушкіна, 8, літер «А», «Б», «В»                                                           | Наказ МКтаТ України від 24.09.2008 № 1001/0/16-08 |                        |                        |
| 43                     | 4703-АР                | Водозабірна вежа | 1920 р.                                                          | вул. Гурзуфська, 5, літер "Ж "                                                                                   | Наказ МКтаТ України від 25.10.2010 № 957/0/16-10 |                        |                        |
| 44                     | 4635-АР                | Будівля готелю «Бристоль» | перша половина XIX ст. (перебудова-1870-і роки)                  | вул. Долгоруковская, 5 (вул. К. Лібкнехта), літер «А»                                                            | Наказ МКтаТ України від 24.09.2008 № 1001/0/16-08 |                        |                        |
| 45                     | -                      | Колишній дохідний дім | 1910 р.                                                          | вул. Єфремова, 18                                                                                                | Рішення КО від 05.06.1984 № 284 |                        |                        |
| 46                     | 4623-АР                | Будівля Земської управи | 1906 р.                                                          | вул. Жуковського, 3/ вул. Долгоруковская, 2 (К. Лібкнехта), літер «В»                                            | Наказ МКтаТ України від 24.09.2008 № 1001/0/16-08 (внесений до Державного реєстру нерухомих пам'яток України як пам'ятка архітектури та містобудування, історії) |                        |                        |
| 47                     | 4705-АР                | Житловий будинок уряду Кримської АРСР | 1933 р.                                                          | вул. Жуковського, 5, 5а, літер «А»                                                                               | Наказ МКтаТ України від 25.10.2010 № 957/0/16-10 |                        |                        |
| 48                     | 4734-АР                | Будівля колишнього електротеатру «Модерн» | 1912 р.                                                          | вул. К. Маркса, 14/вул. Пушкіна, 9, літер «А-2», «Б-1», «В-2», «З-2»                                             | Наказ МК України від 05.07.2011 № 511/0/16-11 |                        |                        |
| 49                     | 4707-АР                | Будинок прибутковий Я. А. Хаджі | кінець XIX ст. — початок XX ст.                                  | вул. К. Маркса, 3, літер «А»                                                                                     | Наказ МКтаТ України від 25.10.2010 № 957/0/16-10 |                        |                        |
| 50                     | 127-АР                 | Будівля Сімферопольської першої чоловічої казенної гімназії, де працював Д. І. Менделєєв, вчилися видатні діячі науки та культури                                                         | 1812, 1860 рр.                                                   | вул. К. Маркса, 32, літер «А», «Г»                                                                               | Наказ МК України від 20.01.2012 № 45 |                        |                        |
| 51                     | 4607-АР                | Будинок прибутковий І. С. Черкеса | 1890-1895 рр.                                                    | вул. К. Маркса, 5, літер «А», «А1», «Б»                                                                          | Наказ МКтаТ України від 25.10.2010 № 957/0/16-10 |                        |                        |
| 52                     | 4608-АР                | Будинок прибутковий Ф. І. Попе | ІІ половина XIX ст.                                              | вул. К. Маркса, 6, літер «А»                                                                                     | Наказ МКтаТ України від 24.09.2008 № 1001/0/16-08 |                        |                        |
| 53                     | -                      | Будинок житловий з торговим залом (прибутковий будинок) | початок XX ст.                                                   | вул. К. Маркса, 7/ вул. Пушкіна, 4, літер «А»                                                                    | Рішення КО від 20.02.1990 № 48 |                        |                        |
| 54                     | 4609-АР                | Будинок прибутковий Ф. Ф. Шнейдера | кінець XIX ст.-Початок XX ст.                                    | вул. К. Маркса, 7/ вул. Пушкіна, 4, літер «В»                                                                    | Наказ МКтаТ України від 25.10.2010 № 957/0/16-10 |                        |                        |
| 55                     | -                      | Караїмська кенаса | 1896 р. (1934—1936 рр. — перебудова)                             | вул. Караїмська, 6                                                                                               | Рішення КО від 22.05.1979 № 284 |                        |                        |
| 56                     | -                      | Мечеть Кебір-Джамі | 1508 р. (1740 р., 1947 р. — відновлена, 1994 р. — реконструкція) | вул. Курчатова, 4-вул. Володарського, 3, літер «А»                                                               | Рішення КО від 05.06.1984 № 284 |                        |                        |
| 57                     | 4633-АР                | Будинок Ш. В. Дувана | 90-ті роки XIX ст.                                               | вул. Леніна, 11, літер «А»                                                                                       | Наказ МКтаТ України від 24.09.2008 № 1001/0/16-08 |                        |                        |
| 58                     | 4634-АР                | Будівля приватної гімназії Станішевської В. О. | 1901 р.                                                          | вул. Леніна, 17/ вул. Пролетарська, 2, літер «А»                                                                 | Наказ МКтаТ України від 24.09.2008 № 1001/0/16-08 |                        |                        |
| 59                     | -                      | Будинок на схилі (будинок Е. Д. Садовського) | кінець XIX ст.                                                   | вул. Леніна, 26                                                                                                  | Рішення КО від 05.06.1984 № 284 |                        |                        |
| 60                     | -                      | Колишня грецька чоловіча гімназія | 1816 р.                                                          | вул. Одеська, 12                                                                                                 | Рішення КО від 05.06.1984 № 284 |                        |                        |
| 61                     | -                      | Колишні грецькі торгові ряди | XVIII ст.                                                        | вул. Одеська, 12, літер «В»                                                                                      | Рішення КО від 05.06.1984 № 284 |                        |                        |
| 62                     | 4637-АР                | Будинок Чірахова | 1890-і роки.                                                     | вул. Одеська, 2, пр. Кірова, 21, літер «А»                                                                       | Наказ МКтаТ України від 24.09.2008 № 1001/0/16-08 |                        |                        |
| 63                     | -                      | Житловий будинок — колишній пакгауз |                                                                  | вул. Одеська, 4                                                                                                  | Постанова РМ Криму від 19.12.1991 № 298 |                        |                        |
| 64                     | 4709-АР                | Будинок Л. Ф. Шлее | кінець XIX ст. — початок XX ст.                                  | вул. Одеська, 4, літер «А»                                                                                       | Наказ МКтаТ України від 25.10.2010 № 957/0/16-10 |                        |                        |
| 65                     | -                      | Петропавлівський собор | 1870 р.                                                          | вул. Жовтнева, 11 (вул. Пролетарська, 5 за даними БТІ)                                                           | Рішення КО від 22.05.1979 № 284 |                        |                        |
| 66                     | -                      | Колишній житловий будинок | початок XX ст.                                                   | вул. Жовтнева, 16, літер «А1», «А2», «Г»                                                                         | Рішення КО від 05.06.1984 № 284 |                        |                        |
| 67                     | -                      | церква святих Костянтина та Олени (домоволодіння Ю. В. Попова), друга половина XIX ст. |                                                                  | вул. Жовтнева, 8а                                                                                                | Рішення КО від 05.06.1984 № 284 |                        |                        |
| 68                     | 4610-АР                | Будівля Сімферопольської міської Думи і Управи, споруда XIX ст. |                                                                  | вул. Пушкіна, 1/ вул. О. Невського, 2, літер «В», «Г»-вул. Пушкіна, 3/ вул. К. Маркса, 11, літер «А», «А1»       | Наказ МКтаТ України від 24.09.2008 № 1001/0/16-08 |                        |                        |
| 69                     | 4758-АР                | Будинок прибутковий І. І. Бреннера | кінець XIX ст. — початок ХХ ст.                                  | вул. Пушкіна, 10/ вул. Горького, 8, літер «А», «Б»                                                               | Наказ МК України від 20.01.2012 № 45 |                        |                        |
| 70                     | -                      | Колишній особняк С. С. Шнейдер | початок ХХ ст.                                                   | вул. Пушкіна, 14, літер «А»                                                                                      | Рішення КО від 05.06.1984 № 284 |                        |                        |
| 71                     | 4638-АР                | Будинок житловий І. І. Водоціана | 1890 р.                                                          | вул. Пушкіна, 16, літер «А», «Б»                                                                                 | Наказ МКтаТ України від 24.09.2008 № 1001/0/16-08 |                        |                        |
| 72                     | 4759-АР                | Будівля головного корпусу та пральня притулку для дівчаток графині Адлерберг | кінець XIX ст.                                                   | вул. Пушкіна, 18/ вул. Гоголя, 12, літер «А», "Ж "                                                               | Наказ МК України від 20.01.2012 № 45 |                        |                        |
| 73                     | 4757-АР                | Церква святої Мироносиці Марії Магдалини притулку для дівчаток графині Адлерберг | 1869 р.                                                          | вул. Пушкіна, 18/ вул. Гоголя, 12, літер «Б»                                                                     | Наказ Міністерства культури Україна від 20.01.2012 № 45 |                        |                        |
| 74                     | -                      | Колишній особняк | початок XX ст.                                                   | вул. Пушкіна, 22/ вул. Самокиша, 22                                                                              | Рішення КО від 15.04.1986 р. № 164 |                        |                        |
| 75                     | 4760-АР                | Будівля мануфактурного магазину М. Я. Семерджіева | 1896-1897 рр.                                                    | вул. Пушкіна, 7/ вул. К.Маркса, 12, літер «А»                                                                    | Наказ Міністерства культури Україна від 20.01.2012 № 45 |                        |                        |
| 76                     | 4761-АР                | Будівля, в якому розміщувалася «Семерджіевская фотографія» | 1896-1897 рр..                                                   | вул. Пушкіна, 7/ вул. К.Маркса, 12, літер «Б»                                                                    | Наказ МК України від 20.01.2012 № 45 |                        |                        |
| 77                     | 4710-АР                | Медресе | II половина XIX ст.                                              | вул. Самокиша, 8, літер «В»                                                                                      | Наказ МКтаТ України від 25.10.2010 № 957/0/16-10 |                        |                        |
| 78                     | -                      | Стайні госконнозавода | 1896 р.                                                          | вул. Севастопольська, 37                                                                                         | Рішення КО від 20.02.1990 р. № 48 |                        |                        |
| 79                     | 3806                   | Єврейський молитовний дім Нер-Томід |                                                                  | вул. Сергєєва-Ценського, 61                                                                                      | Постанова РМ АР Крим від 22.04.1997 № 125 |                        |                        |
| 80                     | 4640-АР                | Будівля єврейського громадського училища Талмуд-тора | 1913-1915 рр..                                                   | вул. Студентська, 13/ вул. Курчатова, 29, літер «А»                                                              | Наказ МКтаТ України від 24.09.2008 № 1001/0/16-08 |                        |                        |
| 81                     | 139-АР                 | Будинок Макурина | початок XX ст.                                                   | вул. Студентська, 2, літер «А», «Б»                                                                              | Наказ МКтаТ України від 25.10.2010 № 957/0/16-10 |                        |                        |
| 82                     | -                      | Житловий будинок (будинок інженера-будівельника Рикова) | кінець XIX ст. — початок XX ст.                                  | вул. Треньова, 11                                                                                                | Постанова РМ Кримської АРСР від 19.12.1991 № 298 |                        |                        |
| 83                     | -                      | Дитячий садок «Ромашка» |                                                                  | вул. Треньова, 3а                                                                                                | Постанова РМ Кримської АРСР від 19.12.1991 № 298 |                        |                        |
| 84                     | -                      | Житловий будинок | кінець XIX ст. — початок XX ст.                                  | вул. Треньова, 9/ бул. Франка, 32, літер «А»                                                                     | Постанова РМ Кримської АРСР від 19.12.1991 № 298 |                        |                        |
| 85                     | -                      | Магазин «Торгівля чаями Висоцького і Ко» (Будинок Зінчіна), друга половина XIX ст. |                                                                  | вул. Турецька, 21/вул. Чехова, 5                                                                                 | Рішення КО від 20.02.1990 № 48 |                        |                        |
| 86                     | -                      | Колишня церква та трапезна Бахчисарайського Успенського скиту: 1) церква введення в храм Божої Матері; 2) трапезна, келії (всього 5 будівель)                                             | 1872 р.                                                          | вул. Турецька, 9/ вул. Сергєєва-Ценського, 5                                                                     | Рішення КО від 05.06.1984 № 284 |                        |                        |
| 87                     | 4711-АР                | Особняк пекаря Серцевого | початок XX ст.                                                   | вул. Лютнева, 3, літер «А»                                                                                       | Наказ МКтаТ України від 25.10.2010 № 957/0/16-10 |                        |                        |
| 88                     | -                      | Колишній особняк, початок XX ст. |                                                                  | вул. Фрунзе, 8/ вул. Київська, 46, літер «Б»                                                                     | Рішення КО від 05.06.1984 № 284 |                        |                        |
| 89                     | -                      | Колишній особняк К. Д. Ракова, в якому зупинявся Вінстон Черчилль | початок ХХ ст.                                                   | вул. Шмідта, 15                                                                                                  | Рішення КО від 05.06.1984 № 284 |                        |                        |
| 90                     | 4763-АР                | Будівля (колишній особняк) | 1952 р.                                                          | вул. Шмідта, 2/ вул. Набережна, 27, літер «А» (вул. Гаспринського)                                               | Наказ МК України від 20.01.2012 № 45 |                        |                        |
| 91                     | 4614-АР                | будинок житловий Р. Ф. Леріха, початок XX ст. |                                                                  | вул. Шмідта, 5-7/25, літер «А»                                                                                   | Наказ МКтаТ України від 25.10.2010 |                        |                        |
|                        |                        | |                                                                  | | |                        |                        |

## Пам'ятки історії
| № п/п | Обліковій номер | Найменування пам'ятника | адреса / розташування                                                                                       | Рішення про взяття на облік | фото |
| ----- | --------------- | --- | --- | --- | ---- |
| 1     | 1893            | Пам'ятний знак на честь викладачів та студентів Кримського сільгоспінституту. Дата споруди — Травень 1981 р. | 9-й кілометр шосе Сімферополь — Москва, у сельхозуніверсітета                                               | Рішення КО від 15.01.1980 № 16 |      |
| 2     | 1824            | Пам'ятний знак на честь викладачів та студентів Кримського медінституту. Дата спорудження: травень 1974 р. | бул. Леніна, 5                                                                                              | Рішення КО від 15.01.1980 № 16 |      |
| 3     | 157             | Пам'ятник В. І. Леніну | бул. Леніна, Сквер імені В. І. Леніна навпроти залізничного вокзалу                                         | Рішення КО від 15.01.1980 № 16 |      |
| 4     | 142             | Будинок, в якому в 1926—1931 рр.. жив К. А. Треньов | бул. Франка, 45                                                                                             | Рішення КО від 05.09.1969 № 595 |      |
| 5     | 3026-АР         | Будинок, в якому жив І. Л. Сельвінський — поет, кінець XX ст. | пров. Бондарних, 2/ вул. Одеська, 15, літер «А»                                                             | Наказ МКтаТ Україна від 25.10.2010 № 957/0/16-10 |      |
| 6     | 4639-АР         | Будівля сирітського притулку А. Я. Фабра (Будівля, в якому з 1933 по 1941 рр.. вчилися комсомольці-підпільники), початок XX ст. | пров. Совнаркомовський, 3, літер "А "                                                                       | Наказ МКтаТ України від 24.09.2008 № 1001/0/16-08 |      |
| 7     | 1837            | Меморіальний знак на честь підпільної диверсійної групи залізничників, очолюваної В. К. Ефремовим. Дата подій: вересень 1943 р. — березня 1944 р. Дата споруди: 1972 р. | пл. Привокзальна, на будівлі залізничного вокзалу станції «Сімферополь»                                     | Рішення КО від 15.01.1980 № 16 |      |
| 8     | 42-АР           | Могила російського лісівника, професора Таврійського університету Морозова Г. Ф., 1967 р. | пр. Вернадського, парк Салгирка                                                                             | Наказ МКтаТ України від 24.09.2008 № 1001/0/16-08 |      |
| 9     | 2837-АР         | Пам'ятний знак на честь викладачів та студентів Кримського педінституту. Дата споруди — Травень 1981г. | пр. Вернадського, 4, між корпусами «А» і «Б» Таврійського національного університету ім. В. І. Вернадського | Наказ МКтаТ України від 24.09.2008 № 1001/0/16-08 |      |
| 10    | 164             | Пам'ятник М. В. Фрунзе. Дата спорудження: листопад 1970 р. | пр. Вернадського, 4, у корпусу «А» Таврійського національного університету ім. В. І. Вернадського           | Рішення КО від 05.09.1969 № 595 |      |
| 11    | 83              | Братська могила радянських воїнів П. Ф. Ярошева та В. А. Яценко, 1944 р. | пр. Кірова, 1-е цивільне кладовище, сектор № 1                                                              | Рішення КО від 05.09.1969 № 595 |      |
| 12    | 73              | Група могил радянських воїнів — 3 братських та 10 поодиноких могил (поховані: у братських могилах-27 радянських воїнів; в одиночних-лейтенанти В. П. Каліновський, Б. В. Кузнецов, капітан Д. А. Волкова, гвардії майор І. Г. Суклишкін, капітан В. І. Семенов, майор Е. В. Герасіменко, полковник Ф. Ф. Федотов, майор С. А. Маслов, В. С. Абрамов, гвардії підполковник І. А. Трапезніков, невідомий майор артилерії), 1944—1946 рр.. | пр. Кірова, 1-е цивільне кладовище, сектор № 1                                                              | Рішення КО від 05.09.1969 № 595; Постановою Уряду АР Крим від 19.03.1996 № 72 — об'єднані в військовому секторі під уч. № 73                                            |      |
| 13    | 96              | Могила партизана Ф. А. Мельнікова, 1943 р. | пр. Кірова, 1-е цивільне кладовище, сектор № 1                                                              | Рішення КО від 21.06.1983 № 362 |      |
| 14    | 99              | Братська могила членів підпільної групи «Сокіл», квітень 1944 р. | пр. Кірова, 1-е цивільне кладовище, сектор № 1                                                              | Рішення КО від 05.09.1969 № 595 |      |
| 15    | 97              | Могила партизана Г. Х. Амберіаді, 1944 р. | пр. Кірова, 1-е цивільне кладовище, сектор № 1                                                              | Рішення КО від 05.09.1969 № 595 |      |
| 16    | 95              | Могила партизана Г. А. Тайшіна, квітень 1944 р. | пр. Кірова, 1-е цивільне кладовище, сектор № 1                                                              | Рішення КО від 05.09.1969 № 595 |      |
| 17    | 94              | Могила підпільника В. В. Дацуна, квітень 1944 р. | пр. Кірова, 1-е цивільне кладовище, сектор № 1                                                              | Рішення КО від 05.09.1969 № 595 |      |
| 18    | 93              | Могила підпільника Л. Г. Тарабукіна, квітень 1944 м. | пр. Кірова, 1-е цивільне кладовище, сектор № 1                                                              | Рішення КО від 05.09.1969 № 595 |      |
| 19    | 91              | Могила підпільника І. І. Носенко, квітень 1944 р. | пр. Кірова, 1-е цивільне кладовище, сектор № 1                                                              | Рішення КО від 05.09.1969 № 595 |      |
| 20    | 90              | Могила партизана Ю. В. Рожкова, квітень 1944 р. | пр. Кірова, 1-е цивільне кладовище, сектор № 1                                                              | Рішення КО від 05.09.1969 № 595 |      |
| 21    | 89              | Могила підпільниці З. М. Рухадзе, квітень 1944 р. | пр. Кірова, 1-е цивільне кладовище, сектор № 1                                                              | Рішення КО від 05.09.1969 № 595 |      |
| 22    | 92              | Могила підпільника В. Б. Сергеева, 1944 р. | пр. Кірова, 1-е цивільне кладовище, сектор № 1                                                              | Рішення КО від 05.09.1969 № 595 |      |
| 23    | 72              | Могила санінструктора Е. Ф. Дерюгіной, 1944 р. | пр. Кірова, 1-е цивільне кладовище, сектор № 1                                                              | Рішення КО від 05.09.1969 № 595 |      |
| 24    | 70              | Могила комісара І. В. Гекало, 1958 р. | пр. Кірова, 1-е цивільне кладовище, сектор № 1                                                              | Рішення КО від 05.09.1969 № 595 |      |
| 25    | 010002-Н        | Могила живописця-баталіста М. С. Самокиша, 1958 р. | пр. Кірова, 1-е цивільне кладовище, сектор № 1                                                              | Постанова Кабінету Міністрів України від 03.09.2009 № 928 |      |
| 26    | 88              | Братська могила радянських воїнів, квітень 1944 р. | пр. Кірова, 1-е цивільне кладовище, сектор № 1, ряд 1                                                       | Рішення КО від 05.09.1969 № 595 |      |
| 27    | 2835            | Могила підполковника М. С. Модіна, квітень 1944 р. | пр. Кірова, 1-е цивільне кладовище, сектор № 1, ряд 1                                                       | Рішення КО від 21.06.1983 № 362 |      |
| 28    | 87              | Братська могила радянських воїнів, 1944 р., 1957 р. | пр. Кірова, 1-е цивільне кладовище, сектор № 1, ряд 10                                                      | Рішення КО від 05.09.1969 № 595 |      |
| 29    | 98              | Братська могила партизанки Л. І. Вовченко КО і двох радянських воїнів, квітень 1944 р. | пр. Кірова, 1-е цивільне кладовище, сектор № 1, ряд 11                                                      | Рішення КО від 05.09.1969 № 595 |      |
| 30    | 77              | Група могил радянських воїнів — 3 одиночних і 1 братська могили (поховані: в братській могилі — 4 радянських воїна; в одиночних: капітан В. І. Скляр, лейтенант В. І. Громов, невідомий льотчик-лейтенант), 1944 р. | пр. Кірова, 1-е цивільне кладовище, сектор № 1, ряд 12                                                      | Рішення КО від 05.09.1969 № 595; Постановою Уряду АРК від 19.03.1996 № 72 — об'єднані у військовому секторі під уч. № 77.                                               |      |
| 31    | 82              | Братська могила майорів І. В. Сідорова та А. Е. Міщенко, 1944 р. | пр. Кірова, 1-е цивільне кладовище, сектор № 1, ряд 3                                                       | Рішення КО від 05.09.1969 № 595 |      |
| 32    | 71              | Могила Героя Радянського Союзу капітана І. Н. Лихого, 1943 р., 1944 р. (перепоховання) | пр. Кірова, 1-е цивільне кладовище, на південь від огорожі з боку стадіону «Локомотив»                      | Рішення КО від 05.09.1969 № 595, рішення КО від 21.06.1983 № 362 |      |
| 33    | 107             | Братська могила радянських воїнів, 1944 р. | пр. Кірова, 2-е цивільне кладовище, 120 м від центрального виходу                                           | Рішення КО від 05.09.1969 № 595 |      |
| 34    | 108             | Братська могила радянських воїнів, 1944 р. | пр. Кірова, 2-е цивільне кладовище, 120 м від центрального виходу                                           | Рішення КО від 05.09.1969 № 595 |      |
| 35    | 106             | Братська могила радянських воїнів, 1944 р. | пр. Кірова, 2-е цивільне кладовище, 70 м від північно-західної стіни кладовища та готелю «Спортивній»       | Рішення КО від 05.09.1969 № 595 |      |
| 36    | 116-АР          | Будинок, в якому жив Грибоєдов А. С., 1825 р. | пр. Кірова, 25, літер "А "                                                                                  | Наказ МКтаТ України від 24.09.2008 № 1001/0/16-08 |      |
| 37    | 1838-АР         | Будинок Стамболі, 1911 р. | пр. Кірова, 26, літер "А "                                                                                  | Наказ МКтаТ України від 25.10.2010 № 957/0/16-10 (внесений до Державного реєстру нерухомих пам'яток України як пам'ятка історії, архітектури та містобудування)         |      |
| 38    | 4630-АР         | Будинок, в якому працював професор К. С. Керопіан, 1950—1963 рр.. | пр. Кірова, 72/ вул. Генерала Попова, 1, літер "А "                                                         | Наказ МКтаТ України від 24.09.2008 № 1001/0/16-08 |      |
| 39    | 156             | Пам'ятник В. І. Леніну. Дата спорудження: листопад 1967 р. | пр. Кірова, площа ім. В. І. Леніна                                                                          | Рішення КО від 05.09.1969 № 595 |      |
| 40    | 32              | Місце, де знаходився готель «Європейський» (місце, де знаходився штаб Кримської Червоної Армії (стела П. Е. Дибенко). Дата події: квітень-червень 1919 р. Дата спорудження: пам'ятник 1968 р. | пр. Кірова, Сквер ім. 200-річчя Сімферополя                                                                 | Рішення КО від 05.09.1969 № 595 |      |
| 41    | 4653-АР         | Пам'ятник К. А. Треневу. Дата споруди: 1960 р. | пр. Кірова, сквер ім. К. А. Тренева                                                                         | Наказ МК України від 16.06.2011 № 453/0/16-11; Наказ МКтаТ України від 03.02.2010 № 58/0/16-10                                                                          |      |
| 42    | 158             | Пам'ятник В. І. Леніну. Дата спорудження: квітень 1960 р. | сквер біля головного корпусу ГРЕС ім. В. І. Леніна (п. Гресівський)                                         | Рішення КО від 05.09.1969 № 595 |      |
| 43    | 28              | Місце, де знаходився табір російських військ під командуванням О. В. Суворова (пам'ятник А. В. Суворову). Дата події: березень-червень 1777 р. Дата споруди: 1984 р. | вул. О. Невського, за будівлею готелю "Україна ", на березі р.. Салгир                                      | Рішення КО від 05.09.1969 № 595 |      |
| 44    | 131             | Колишні губернські присутствені місця, 1823—1826 рр. (Будівля, в якому в1918 р. працював Рада народних комісарів республіки Таврида). | вул. О. Невського, 15/вул. Архівний спуск, 2                                                                | Рішення КО від 05.09.1969 № 595 |      |
| 45    | 123-АР          | Будівля госпіталю, в якому працював М. І. Пирогов, ІІ половина XIX ст. | вул. О. Невського, 27, літер "Б ", корпус № 3                                                               | Наказ МКтаТ України від 24.09.2008 № 1001/0/16-08 |      |
| 46    | 36              | Пам'ятний знак на честь воїнів та партизанів-визволителів м. Сімферополя (пам'ятник-танк «Т-34»). Дата події: 13 квітня 1944 р. Дата спорудження: 3 липня 1944 р. | вул. О. Невського/вул. Сєрова, сквер Перемоги                                                               | Рішення КО від 05.09.1969 № 595 |      |
| 47    | 133-АР          | Будинок Д. А. Крижанівський, 1904 р. | вул. Б. Хмельницького, 3/ вул. Дзержинського, 4, літер "А "                                                 | Наказ МКтаТ України від 24.09.2008 № 1001/0/16-08 (внесений до Державного реєстру нерухомих пам'яток України як пам'ятка історії, архітектури та містобудування)        |      |
| 48    | 110             | Пам'ятний знак на честь працівників кримської міліції. Дата споруди — листопад 1970 р. | вул. Б. Хмельницького, сквер навпроти управління МВС України в Криму                                        | Рішення КО від 05.09.1969 № 595 |      |
| 49    | 1719            | Братська могила радянських воїнів, 1944 р. | вул. Біла, старе цивільне кладовище                                                                         | Рішення КО від 05.09.1969 № 595 |      |
| 50    | 47              | Братська могила радянських воїнів, 1944 р. | вул. Беспалова, Петровське кладовищі, на північний захід від центрального входу біля західної стіни         | Рішення КО від 05.09.1969 № 595 |      |
| 51    | 49              | Дві могили радянських воїнів, загиблих в роки ВВВ (пересічних М. А. ОпришКО та В. І. Шевердеева), 1944 р. | вул. Беспалова, Петровське кладовищі, ліворуч та праворуч від центрального входу                            | Рішення КО від 05.09.1969 № 595 |      |
| 52    | 48              | Братська могила радянських воїнів, 1944 р. | вул. Беспалова, Петровське кладовищі, біля східної стіни                                                    | Рішення КО від 05.09.1969 № 595 |      |
| 53    | 128             | Будинок, в якому в 1917 р., сформувалася Сімферопольська організація більшовиків | вул. Більшовицька, 11/ вул. Реміснича, 2                                                                    | Рішення КО від 05.09.1969 № 595 |      |
| 54    | 3078            | Пам'ятний знак на честь журналістів, які загинули на фронтах ВВВ. Дата споруди — 1985 р. | вул. Генерала Васильєва, 44, біля адміністративної будівлі видавництва «Таврида»                            | Рішення КО від 15.04.1986 № 164 |      |
| 55    | 124             | Будівля духовної семінарії (будівля, в якому знаходилася підпільна друкарня), XIX-ХХвв. | вул. Героїв Аджимушкая, 9/ вул. Самокиша, 11, літер "А "                                                    | Рішення КО від 05.09.1969 № 595; Рішення КО від 05.06.1984 № 284 |      |
| 56    | 43              | Братська могила червоногвардійців, підпільників та партизанів, 1918—1920 рр.. | вул. Героїв Аджимушкая, сквер                                                                               | Рішення КО від 05.09.1969 № 595 |      |
| 57    | 1896-АР         | Місце масових розстрілів радянських громадян в роки Другої світової війни. 6 липня 1973 р. | вул. Героїв Сталінграда, у середньої школи № 10 (2-й км шосе Сімферополь-Миколаївка)                        | Наказ МКтаТ України від 25.10.2010 № 957/0/16-10 |      |
| 58    | 130             | Будівля колишнього Сімферопольського окружного суду (будівля, в якому в 1918 р. розміщувався Рада робітничих, селянських та червоноармійських депутатів), початок XX ст. | вул. Гоголя, 14                                                                                             | Рішення КО від 05.09.1969 № 595; Рішення КО від 22.05.1979 № 284 |      |
| 59    | 4752-АР         | Трансформаторна підстанція та електричні стовпи, 1912—1914 рр.. | вул. Гоголя, 14/ вул. Пушкіна, 19                                                                           | Наказ МК України від 20.01.2012 № 45 (включений до Державного реєстру нерухомих пам'яток України як пам'ятка науки та техніки)                                          |      |
| 60    | 166             | Пам'ятник Б. М. Хмельницькому. Дата споруди: 1954 р., заміна — 1992 р. | вул. Декабристів/вул. Б.Хмельницького, сквер                                                                | Рішення КО від 05.09.1969 № 595 |      |
| 61    | 29              | Місце, де знаходився штаб В. М. Долгорукова, командувача 2-й російською армією (Долгоруковський обеліск). Дата події: 1771 р. Дата споруди: 1841 р., реконструкція — 1951 р. | вул. Долгоруковская (вул. К. Лібкнехта), площа біля скверу Перемоги                                         | Рішення КО від 05.09.1969 № 595; Рішення КО від 22.05.1979 № 284 |      |
| 62    | 3072            | Садиба Арендта (Дім, де з 1833 — по 1850-і роки жив основоположник вітчизняного планеризму Н. А. Арендт) | вул. Долгоруковская, 14 (вул. К. Лібкнехта)                                                                 | Рішення КО від 15.04.1986 № 164 |      |
| 63    | 163             | Пам'ятник Д. І. Ульянову. Дата спорудження: квітень 1960 р. | вул. Желябова, сквер, навпроти технікуму залізничного транспорту                                            | Рішення КО від 05.09.1969 № 595 |      |
| 64    | 33              | Місце розташування фашистського концтабору для військовополонених «Картопляний містечко» (місце масової загибелі радянських громадян), 1941—1944 рр.. Меморіал | вул. Жигаліної, 17                                                                                          | Рішення КО від 05.09.1969 № 595 |      |
| 65    | 132             | Будинок, в якому в 1919 р. жив І. Ф. Федько | вул. Жуковського, 12                                                                                        | Рішення КО від 05.09.1969 № 595 |      |
| 66    | 118             | Колишній будинок Петрова (будинок, в якому жив В. А. Жуковський). | вул. Жуковського, 13                                                                                        | Рішення КО від 05.09.1969 № 595 |      |
| 67    | 4624-АР         | Будинок, в якому жив Голландський П. І., 1937—1939 рр.. | вул. Жуковського, 20/ вул. Самокиша, 11, літер "А "                                                         | Наказ МКтаТ України від 24.09.2008 № 1001/0/16-08 |      |
| 68    | 143             | Будинок, в якому з 1922 р. по 1944 р. жив М. С. Самокиш — академік батального живопису | вул. Жуковського, 22/ вул. Самокиша, 32                                                                     | Рішення КО від 05.09.1969 № 595 |      |
| 69    | 2510            | Будинок, в якому з 1913 р. по 1920 р. жила Л. М. Кніповіч | вул. Жуковського, 33                                                                                        | Рішення КО від 15.01.1980 р. № 16 |      |
| 70    | 138             | Колишній музей природної історії, 1899 р. (будівля, в якому в 1920 р. перебував штаб Південного фронту) | вул. К. Маркса, 17, літер "А "; вул. К. Маркса, 17/ вул. Жуковського, 3/ вул. Долгоруковская, 2, літер "Б " | Рішення КО від 05.09.1969 № 595; Рішення КО від 05.06.1984 № 284 |      |
| 71    | 2436            | пам'ятний знак на честь партизанів та підпільників, травень 1982 р. | вул. Київська                                                                                               | Рішення КО від 15.01.1980 № 16 |      |
| 72    | 1203-Н          | Будинок, в якому з 1820 р. по 1853 р. жив доктор медицини та громадський діяч Ф. К. Мільгаузен (Мюльгаузен) | вул. Київська, 24                                                                                           | Постанова РМ УРСР від 06.09.1979 № 442, діл. № 1203 |      |
| 73    | 2633            | Колишня хірургічна лікарня (Будівля, в якому з 1952 р. по 1962 р. працював доктор медичних наук Е. І. Захаров). | вул. Київська, 69, літер "А "                                                                               | Рішення КО від 15.01.1980 № 16 |      |
| 74    | 153-АР          | Будинок прибутковий Христофорова Г. Н., в якому розміщувався штаб Північного з'єднання Кримських партизан, II половина XIX ст. | вул. Київська, 75/ пр. Перемоги, 1, літер «А», «Б»                                                          | Наказ МКтаТ України від 24.09.2008 № 1001/0/16-08 |      |
| 75    | 2841            | Могила І. Т. Орлова, 1919 р. | вул. Куйбишева, міське кладовище «Абдал», сектор № 1, могила № 325                                          | Рішення КО від 21.06.1983 № 362 |      |
| 76    | 1892            | Братська могила жертв фашистського терору. Дата подій: 1941—1944 рр.., Перепоховання: 1973 р. | вул. Куйбишева, міське кладовище «Абдал», у центрального входу                                              | Рішення КО від 15.01.1980 № 16 |      |
| 77    | 115             | Будинок, в якому жив К. Н. Батюшков | вул. Курчатова, 24/ вул. Єфремова, 12                                                                       | Рішення КО від 05.09.1969 № 595 |      |
| 78    | 140             | Колишній будинок губернатора Таврійської губернії, 1835 р. (будівля, в якому в 1920—1921 рр.. перебував ревком Криму) | вул. Леніна, 15, літер «А»                                                                                  | Рішення КО від 05.09.1969 № 595; Рішення КО від 05.06.1984 № 284 |      |
| 79    | 121             | Будинок Фесенко (будинок, в якому жив Л. Н. Толстой), | вул. Леніна, 21                                                                                             | Рішення КО від 05.09.1969 № 595 |      |
| 80    | 2638            | Пам'ятний знак на честь М. І. Калініна та Г. І. Петровського. Дата споруди: 1980 р. | вул. Леніна, міський парк культури та відпочинку                                                            | Рішення КО від 15.01.1980 № 16 |      |
| 81    | 2865            | Братська могила радянських воїнів. Дата події: 1944 р., перепоховання: 1965 р. | вул. Лугова, 73, територія Центральної районної лікарні                                                     | Рішення КО від 21.06.1983 № 362 |      |
| 82    | 148             | Будинок, в якому з грудня 1941г. — по березень 1944 р. перебувала база зброї та літератури Сімферопольської підпільної організації. | вул. Молодих підпільників, 19                                                                               | Рішення КО від 05.09.1969 № 595 |      |
| 83    | 1895-АР         | Могила невідомого солдата. Дата подій: 1941—194 рр.., Перепоховання: 1975 р. Є | вул. Набережна, парк ім. Ю. О. Гагаріна                                                                     | Наказ МКтаТ України від 25.10.2010 № 957/0/16-10 |      |
| 84    | 41              | Військово-історичне кладовище (поховані останки 36300 воїнів Кримської армії) та могила генерал-лейтенанта А. К. Абрамова, командира 13-ї піхотної дивізії. (Меморіальний комплекс). Дата подій: 1854—1860 рр.., 1886 р. | вул. Петровська балка, 346                                                                                  | Рішення КО від 05.09.1969 № 595 |      |
| 85    | 3183            | Пам'ятний знак на місці масової загибелі радянських громадян | вул. Полігонна, 45                                                                                          | Рішення КО від 20.02.1990 № 48 |      |
| 86    | 125             | Будівля, в якому в 1906 р. відбулася перша конференція профспілок м. Сімферополя | вул. Пролетарська, 15/ вул. Реміснича, 6                                                                    | Рішення КО від 05.09.1969 № 595 |      |
| 87    | 152             | Колишній будинок дворянського театру, 1911 р. (будівля, пов'язане з діяльністю підпільної групи «Сокіл» з грудня 1941 р.-по березень 1944 р.) | вул. Пушкіна, 15, літер «А», "Б "                                                                           | Рішення КО від 05.09.1969 № 595; Рішення КО від 22.05.1979 № 284 |      |
| 88    | 122-АР          | будівля Дворянського зібрання (будівля, в якому працював М. І. Пирогов), 1848—1850 рр.. і 1854—1855 рр.. | вул. Пушкіна, 15/вул. Горького, 10, літер «В»                                                               | Наказ МКтаТ України від 24.09.2008 № 1001/0/16-08 |      |
| 89    | 144             | Колишній готель «Метрополь», потім Будинок освіти (будівля, в якому в липні 1926г. — серпні 1927 р. виступав В. В. Маяковський), 1868 р. | вул. Пушкіна, 8, літер «Е», «Е1»                                                                            | Рішення КО від 05.09.1969 № 595 |      |
| 90    | 167             | Пам'ятник О. С. Пушкіну. Дата спорудження: листопад 1967 р. | вул. Пушкіна, біля театру ім. О. М. Горького                                                                | Рішення КО від 05.09.1969 № 595 |      |
| 91    | 2807            | Будівля, в якому з 1939 р.-по 1941 р. навчався учасник антифашистського підпілля Володимир Соколов | вул. Севастопольська, 19, Літер "І "                                                                        | Рішення КО від 15.04.1986 № 164 |      |
| 92    | 45              | Братська могила радянських воїнів, 1944 р. | вул. Севастопольська/вул. Данилова                                                                          | Рішення КО від 05.09.1969 № 595 |      |
| 93    | 66              | Братська могила радянських воїнів, 1941—1944 рр.. | вул. Старозенітная, колишнє Вірменське кладовище                                                            | Рішення КО від 05.09.1969 № 595 |      |
| 94    | 2839            | Братська могила партизан (С. К. Олейнікова та І. Т. Черняка — бійців 19-го партизанського загону 1-ї бригади Північного з'єднання партизан Криму), квітень 1944 р. | вул. Старозенітная, колишнє Вірменське кладовище, у цвинтарній огорожі з боку вул. Російської               | Рішення КО від 21.06.1983 № 362 |      |
| 95    | 2838            | Могила підпільника М. П. Шевченко, квітень 1944 р. | вул. Старозенітная, колишнє Вірменське кладовище, у цвинтарної огорожі з боку вул. Російської               | Рішення КО від 21.06.1983 № 362 |      |
| 96    | 2840            | Могила підпільника Л. А. Драчева, квітень 1944 р. | вул. Старозенітная, колишнє Вірменське кладовище, у цвинтарної огорожі з боку вул. Російської               | Рішення КО від 21.06.1983 № 362 |      |
| 97    | 67              | Братська могила радянських воїнів, 1944 р. | вул. Старозенітная, колишнє Вірменське кладовище, у центрального входу                                      | Рішення КО від 21.06.1983 № 362 |      |
| 98    | 50              | Братські та поодинокі могили радянських воїнів та військовополонених (574 одиночних могили, 596 надгробків) 1941—1961 рр.. Могила Героя Радянського Союзу майора І. Н. Машкаріна, 1944 р., перепоховання — 1967 р., 1975 р. Могила Героя Радянського Союзу І. І. Забегайло, 1958 р., перепоховання — 1982 р. Могила Героя Радянського Союзу А. Т. Лебедева, 1948 р. Могила Героя Радянського Союзу В. П. Трубаченко, 1941 р., перепоховання — 1975 р. Могила генерал-майора І. П. Віліна, 1944 р., перепоховання — 1975 р. Могила генерал-майора С. В. Борзілова, 1941 р., перепоховання — 1975 р. Могила Героя Радянського Союзу В. С. Новікова, 1945 р., перепоховання — 1975 р. Могила майора Б. П. Лозінова, перепоховання — 1983 р. Могила П. Г. Зайцева, С. А. Тімофеева, перепоховання — 1983 р. | вул. Старозенітная, військове кладовище, сектор № 1,2                                                       | Рішення КО від 05.09.1969 № 595, уч. № 50; Постановою Уряду АРК від 19.03.1996 № 72 — об'єднані у військовому секторі під уч. № 50                                      |      |
| 99    | 2207            | Могила Героя Радянського Союзу В. А. Горішнего, 1962 р. | вул. Старозенітная, військове кладовище, сектор № 3                                                         | Рішення КО від 15.01.1980 № 16 |      |
| 100   | 2228            | Могила Героя Радянського Союзу М. П. Мальченко, 1961 р. | вул. Старозенітная, військове кладовище, сектор № 3                                                         | Рішення КО від 15.01.1980 № 16 |      |
| 101   | 103             | Братська могила членів підпільно-диверсійної групи залізничників (керівника підпільної диверсійної групи В. К. Ефремова, підпільника Н. Я. Соколова, розвідника Н. П. Яковлева), лютий — Квітень 1944 р., перепоховання — 1982 р. | вул. Старозенітная, військове кладовище, сектор № 4                                                         | Рішення КО від 05.09.1969 № 595, діл. № 103; Постановою Уряду АРК від 19.03.1996 № 72 — об'єднані в братській могилі в 4-му секторі військового кладовища під уч. № 103 |      |
| 102   | 2310            | Братська могила Бокун та Григор'євих, 1944 р., перепоховання — 1982 р. | вул. Старозенітная, військове кладовище, сектор № 4                                                         | Рішення КО від 21.06.1983 № 362 |      |
| 103   | 65              | Група могил радянських воїнів — 4 братських та одиночних 3 могили (поховані: у братських могилах-154 радянських воїна, 1944 р., 1947 р., 1949 р.; в одиночних — лейтенанта А. А. Столотніка, старший сержант Г. А. Клейнбург, військовослужбовець П. В. Морозов, 1944 р.) | вул. Старозенітная, військове кладовище, сектор № 4                                                         | Рішення КО від 05.09.1969 № 595, діл. № 65; Постановою Уряду АРК від 19.03.1996 № 72 — об'єднані у військовому секторі під уч. № 65.                                    |      |
| 104   | 51              | Могила А. В. Мокроусова, жовтень 1959 р. | вул. Старозенітная, військове кладовище, сектор № 4                                                         | Рішення КО від 05.09.1969 № 595 |      |
| 105   | 2803            | Могила А. М. Лисенко, 1924 р., перепоховання — 1983 р. | вул. Старозенітная, військове кладовище, сектор № 4                                                         | Рішення КО від 21.06.1983 № 362 |      |
| 106   | 68              | Братська могила радянських військовополонених | вул. Старозенітная, військове кладовище, сектор № 5                                                         | Рішення КО від 05.09.1969 № 595 |      |
| 107   | 4106            | Старовірменський цвинтар, XIX—XX ст. | вул. Старозенітная/вул. Бахчисарайська                                                                      | Постанова РМ АРК від 20.01.1998 № 15 |      |
| 108   | 46              | Ділянка могил радянських воїнів (після реконструкції-братська могила), 1944—1945 рр.. | вул. Титова, цивільне кладовище, біля центрального входу                                                    | Рішення КО від 05.09.1969 № 595 |      |
| 109   | 2836            | Могили радянських воїнів, 1944 р. | вул. Титова, цивільне кладовище, біля центрального входу                                                    | Рішення КО від 21.06.1983 № 362 |      |
| 110   | 120             | Будинок ФесенКО (будинок, в якому жив Л. Н. Толстой), XIX ст. | вул. Толстого, 4                                                                                            | Рішення КО від 05.09.1969 № 595 |      |
| 111   | 2830            | Будинок відомого санітарного лікаря А. А. Дувановского (Будинок, пов'язаний з перебуванням діячів науки та громадських діячів), XX ст. | вул. Тургенєва, 4                                                                                           | Рішення КО від 21.06.1983 № 362 |      |
| 112   | 3071-АР         | Будівля Сімферопольської жіночої гімназії Олівер Є. І. (середина XIX ст.), Будинок, в якому навчався учасник антифашистського підпілля Тарабукін Л. Г. (1933—1941 рр..) | вул. Ушинського, 4, літер "А "                                                                              | Наказ МКтаТ України від 24.09.2008 № 1001/0/16-08 |      |
| 113   | 44              | Могила Фаїни Шполянської та Євгенії Жигаліної, 1920 р. | вул. Широка, старе єврейське кладовище, центральна частина                                                  | Рішення КО від 05.09.1969 № 595 |      |
| 114   | 129             | Місце, де в 1918 р. почалося збройне повстання (колишній аеропланосборочний завод А. А. Анатра). Меморіальна дошка встановлена ??в 1957 р. | вул. Елеваторна, 4                                                                                          | Рішення КО від 05.09.1969 № 595 |      |
|       |                 | | | |      |